# Armenische Beachhandball-Nationalmannschaft der Juniorinnen
Die armenische Beachhandball-Nationalmannschaft der Juniorinnen repräsentiert den armenischen Handballverband als Auswahlmannschaft auf internationaler Ebene bei Länderspielen im Beachhandball gegen Mannschaften anderer nationaler Verbände.
Eine als Überbau fungierende A-Nationalmannschaft wurde bislang ebenso wenig wie ein männliches Pendant gegründet.

## Geschichte
Beachhandball hat in Armenien keine Tradition. Bislang wurde geschlechts- und altersübergreifend nur ein einziges Mal überhaupt eine Nationalmannschaft aufgestellt, zu den Junioren-Europameisterschaften 2012 in Batumi im Nachbarland Georgien. Die Mannschaft der Juniorinnen setzte sich aus Spielerinnen der Hallen-Nachwuchsnationalmannschaft zusammen. Sie belegte den achten und damit letzten Platz im Turnier. Dabei verlor die Mannschaft all ihre Spiele und konnte keinen Satz gewinnen. Einzig gegen die georgische Mannschaft im Spiel um Rang sieben war das Ergebnis dabei vergleichsweise knapp.
Nachdem die Mannschaft Junioren-Europameisterschaften 2013 in Randers trotz Meldung nicht angetreten war, wurde der Verband mit einer Geldstrafe belegt und von der Teilnahme an der folgenden U-19-Junioren-WM in Lloret de Mar ausgeschlossen.

## Teilnahmen
| Olympische Jugendspiele - 2018 (U 18): nicht qualifiziert - 2026 (U 18): Junioren-Weltmeisterschaften - 2017 (U 17): nicht qualifiziert - 2022 (U 18): nicht qualifiziert | Europameisterschaften - 2008 (U 18): keine Teilnahme - 2011 (U 19): keine Teilnahme - 2012 (U 18): 8. - 2013 (U 19): keine Teilnahme - 2014 (U 18): keine Teilnahme - 2015 (U 19): keine Teilnahme - 2016 (U 16): keine Teilnahme - 2017 (U 17): keine Teilnahme - 2018 (U 18): keine Teilnahme - 2019 (U 17): keine Teilnahme - 2020 (U 16): ausgefallen - 2021 (U 17): keine Teilnahme - 2022 (U 16): keine Teilnahme - 2023 (U 17): |

- JEM 2012 (U 18): Mariam Arakelyan • Ani Asatryan • Diana Grigoryan • Inesa Hakobyan • Lilya Hasratyan • Irina Khachatryan • Lusine Mkhitaryan • Miriam Muradyan • Luiza Tukhikyan • Meri Vahanyan[3]

## Trainer
| Cheftrainerin - 2012: Astghik Gyurjinyan | Co-Trainer/in - 2012: Anahit Harutyunyan |